# 庵寺山古墳
庵寺山古墳（あんでらやまこふん）は、京都府宇治市広野町丸山にある古墳。形状は円墳。久津川古墳群（うち北群/広野支群）を構成する古墳の1つ。宇治市指定史跡に指定されている。

## 概要

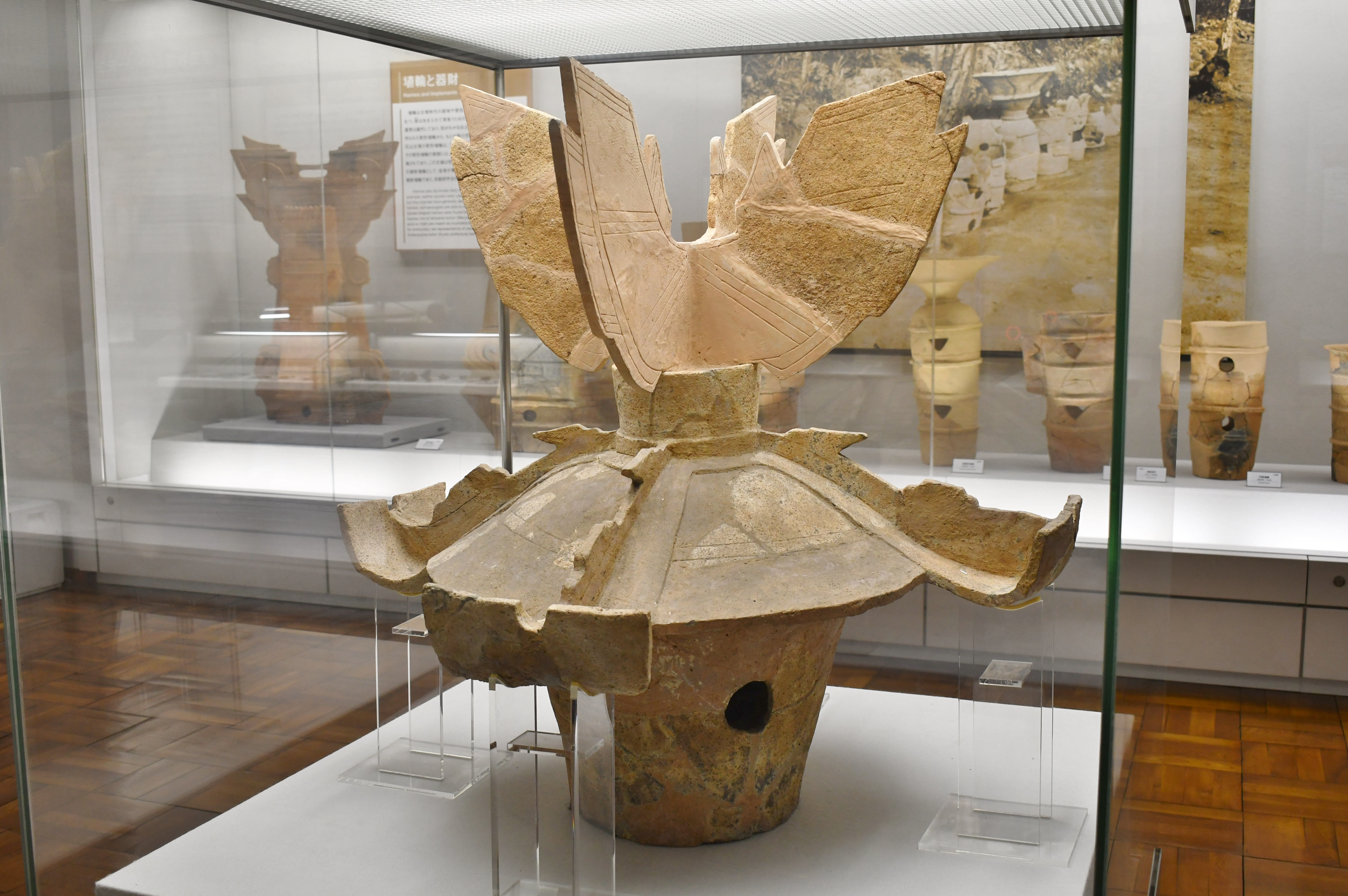
蓋形埴輪京都大学総合博物館展示。

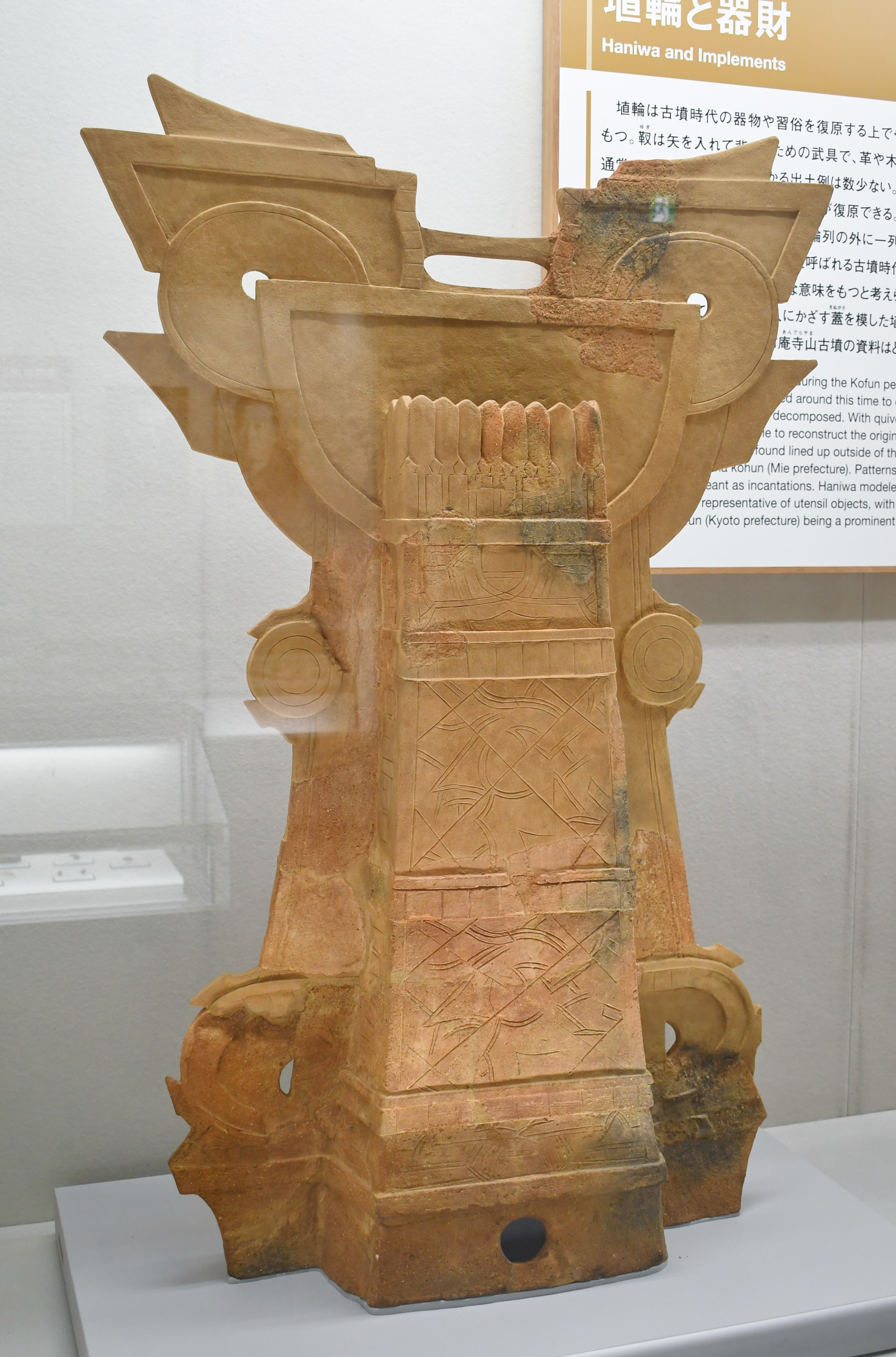
靫形埴輪京都大学総合博物館展示。

京都府南部、宇治丘陵から西に延びる支丘陵の西端部（標高65メートル）に築造された大型円墳である。金比羅山古墳・坊主山古墳群・一本松古墳・宇治丸山古墳などとともに久津川古墳群の一支群（北群または広野支群）を形成する。古墳名は、熊耳庵（近世末期に廃寺）が近在したことによるという。1975年（昭和50年）頃の宅地造成で墳丘の一部および墳丘周囲は削平されているほか、数次の調査が実施されている。
墳形は円形で、直径56メートル・高さ9メートルを測る。墳丘の段築・葺石の有無は、斜面部が未調査のため明らかでない。墳頂部では方形埴輪列が認められており、円筒埴輪（鰭付）・形象埴輪（家形5以上・蓋形・靫形・甲冑形埴輪など）が出土している。特に蓋形埴輪・靫形埴輪は、大型の優品として注目される。埋葬施設は墳頂部における粘土槨で、内部に箱形木棺を据える。墓壙の主軸は南北方向で、南北11.7メートル・東西5.2メートルを測る大型のものである。木棺は長さ7メートル・幅0.8メートルを測る。大規模な盗掘に遭っており、特に棺内遺物の詳細は明らかでないが、調査では銅鏡・武器・農工漁具などの副葬品が出土している。築造時期は、古墳時代中期初頭の4世紀末-5世紀初頭頃と推定される。
古墳域は1997年（平成9年）に宇治市指定史跡に指定されている。

## 遺跡歴
- 江戸時代末期、墳頂部南半の削平部に墓設置（当時には墳頂部南半は削平か）[1]。
- 1944年（昭和19年）、墳頂部露出埴輪列の調査（京都大学考古学研究室、未報告。出土埴輪は京都大学総合博物館保管）。
- 昭和40年代後半頃、盗掘（庵寺山古墳における最後の盗掘）[1]。
- 1973年（昭和48年）、墳丘測量調査。直径26メートル程度の円墳として報告（京都府立城南高等学校（現在は京都府立城南菱創高等学校）、1973年に報告）。
- 1975年（昭和50年）、宅地造成に伴う古墳周囲の調査。南山城最大級の円墳と判明（庵寺山古墳周隍調査会、1976年に報告。出土品は京都府立城南高等学校保管）。
- 1989年度（平成元年度）、方形埴輪列・盗掘坑の調査（宇治市教育委員会、1990年に報告。出土品は宇治市教育委員会保管）[1]。
- 1996年（平成8年）、墳丘・埋葬施設の調査（宇治市教育委員会、1998年に報告。出土品は宇治市教育委員会保管）[2]。
- 1997年（平成9年）3月25日、宇治市指定史跡に指定。

## 出土品
粘土槨の調査で出土した副葬品は次の通り。
棺内
- 仿製対置式神獣鏡 1

棺外
- 鉄刀 9
- 鉄剣 2
- 鍬・鍬先 3
- 鎌 7
- 穂摘具 18
- 斧 5
- 鑿 3
- 錐 2
- 鉇 3
- 刀子 11
- 不明工具 1
- 釣針 3
- ヤス 1

農工漁具は粘土槨の南小口の粘土外側に置かれ、被覆粘土で塗り込められた状態で出土している。

## 文化財

### 宇治市指定文化財
- 史跡
  - 庵寺山古墳 - 1997年（平成9年）3月25日指定。

## 関連施設
- 京都大学総合博物館（京都市左京区吉田本町） - 庵寺山古墳の出土埴輪を保管・展示。

## 関連文献
（記事執筆に使用していない関連文献）
- 「庵寺山古墳実測調査」『伊勢田塚陶棺発掘調査報告書』伊勢田塚調査会、1973年。 - リンクは宇治市ホームページ。
- 『庵寺山古墳周隍調査の記録』庵寺山古墳周隍調査会、1976年。 - リンクは宇治市ホームページ。
- 荒川史、魚津知克、内田真雄「京都府宇治市庵寺山古墳の発掘調査」『古代』第105号、早稲田大学考古学会、1998年8月、183-197頁。